# Hydrelia parvulata
Hydrelia parvulata är en fjärilsart som beskrevs av Otto Staudinger 1897. Hydrelia parvulata ingår i släktet Hydrelia och familjen mätare. Inga underarter finns listade i Catalogue of Life.